# Internierungslager Garaison
Das Internierungslager Garaison war von 1914 bis 1919 ein französisches Internierungslager in der Nähe von Monléon-Magnoac in den Pyrenäen, am Fuße des Berges Pic du Midi.

## Lage und Geschichte
Das Marienheiligtum Notre-Dame de Garaison ist eine religiöse Stätte von großer Bedeutung für die Christen der Diözese Tarbes und Lourdes. Die schulische Einrichtung Notre-Dame de Garaison entstand in der Nähe der Stätte, an der im 16. Jahrhundert die Jungfrau Maria der Hirtin Anglèze de Sagazan erschienen sein soll: Die Schule wurde 1841 von Pater Peydessus gegründet.
Infolge des Gesetzes zur Trennung von Kirche und Staat mussten die Priester 1905 die Klosterschule Notre-Dame de Garaison verlassen. 1914 wurde in ihren Räumlichkeiten ein Internierungslager eingerichtet, in dem zahlreiche deutsch-österreichische und ottomanische Familien interniert wurden, die sich zur Zeit der Kriegserklärung auf französischem Territorium befanden. 1923 kauften ehemalige Schüler das Gebäude zurück: Die Geistlichen und die Schule zogen wieder dort ein und die Spuren des Lagers wurden bestmöglich verwischt.

## Internierungslager

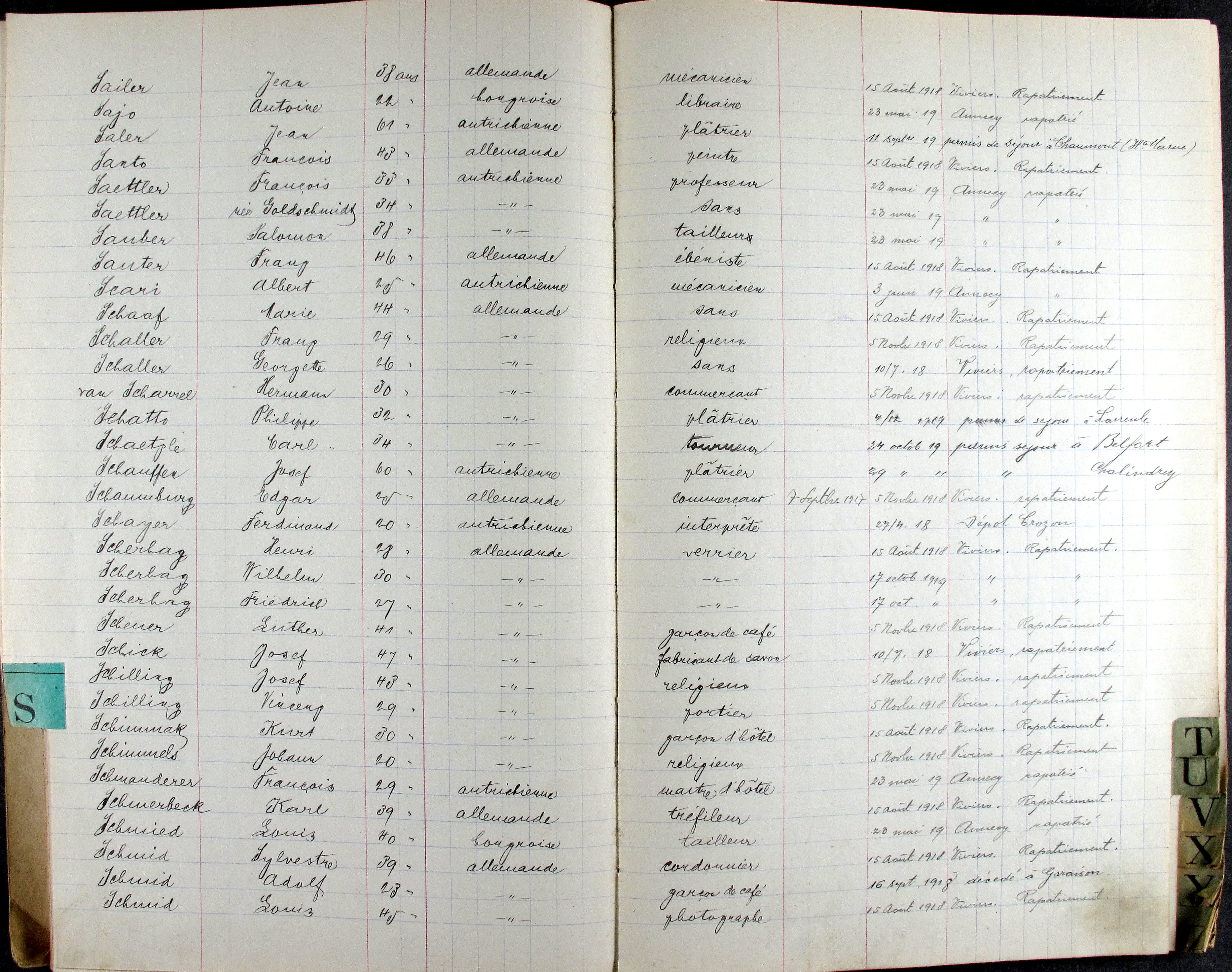
Auszug aus dem Verzeichnis der Internierten, Januar 1918

Fernab der Front wurden in Garaison neben wehrpflichtigen Männern ganze Familien, Frauen und Kinder gefangen gehalten. Sogar zufällige Urlauber aus dem Ausland wurden interniert. Viele von ihnen lebten seit mehreren Jahren in Frankreich oder wurden dort geboren. Für das Lager gab es verschiedene offizielle Bezeichnungen, unter anderem „Konzentrationslager“, „Landwirtschaftskolonie“ oder „Geisellager“.
In Garaison waren zahlreiche zivile Staatsangehörige derjenigen Großmächte interniert, die sich damals im Krieg gegen Frankreich befanden. Das Lager wurde am 7. September 1914 eröffnet und schloss 1919, einige Monate nach der Unterzeichnung des Friedensvertrags von Versailles. Ziel war es, die wehrpflichtigen Männer davon abzuhalten, in ihr Vaterland zurückzukehren und dort die feindlichen Armeen zu stärken. Frauen, Kinder und Männer über 60 sowie kriegsuntaugliche oder invalide Männer wurden ab November 1914 über die Schweiz ausgewiesen. Die Lagerleitung schätzte die Anzahl der Gefangenen am 31. Juli 1918 auf 2.130 Personen. Darunter befanden sich 1917 auch Albert Schweitzer und seine Gemahlin.
Zwei der internierten Frauen, Gertrud Köbner und Helene Schaarschmidt, erzählen in ihren 1915 – gleich nach ihrer Rückkehr nach Deutschland – veröffentlichten Schriften von ihrer Zeit in Garaison. Fotografen (Merzenich, Held, Thörmer...) hatten ihre Internierung in Bildern dokumentiert, zumindest anfänglich, als es ihnen noch erlaubt war.

## Geschichtsprojekte
Als anlässlich der Gedenkfeiern zum Ersten Weltkrieg Projekte ausgeschrieben wurden, beschloss ein Lehrerteam, mit den Schülern die Geschichte des Ortes zu erforschen. Daraus erwuchs 2014 eine Zusammenarbeit mit der Hochschule für audiovisuelle Medien der Universität Toulouse (ESAV); in diesem Rahmen drehte Xavier Delagnes den Dokumentarfilm Loin de Verdun. Das Projekt Patrimoines nomades / Nomadenerbtümer (Kriegserbe im deutsch/österreichisch-französischen Bereich, Label Mission du Centenaire) der Forschungsgruppe CREG (Centre de Recherches et d’Études Germaniques) der Universität Toulouse-Jean Jaurès wurde 2015–2016 ins Leben gerufen.